# Amblypsilopus ambrym
Amblypsilopus ambrym är en tvåvingeart som beskrevs av Daniel J. Bickel 2006. Amblypsilopus ambrym ingår i släktet Amblypsilopus och familjen styltflugor.
Artens utbredningsområde är Vanuatu. Inga underarter finns listade i Catalogue of Life.